# سيدني أوت لاو
سيدني أوت لاو (بالإنجليزية: Sidney Outlaw؛ مواليد 11 أبريل 1992) هو مُقاتل فنون قتالية مختلطة أمريكي.

## وصلات خارجية
- سيدني أوت لاو على موقع شيردوغ (الإنجليزية)